# Mohammed El Naschie
Mohammed Saladin El Naschie (* 1943 in Kairo) ist ein ägyptischer Mathematiker, Physiker und Ingenieur. Er war Chefredakteur der Zeitschrift Chaos, Solitons & Fractals und hatte Positionen an verschiedenen europäischen und ägyptischen Universitäten inne. Kritik erfolgte aufgrund des angeblichen pseudowissenschaftlichen Charakters seiner Arbeiten, in denen unter dem Deckmantel der Mathematik Numerologie betrieben werde.
El Naschies Arbeiten konzentrieren sich auf seine E-infinity-Theorie, eine fraktal-kosmologische Weltformel. Er behauptet, dass seine Theorie eine harmonische Produktion von Quarks und Elementarpartikeln durch eine auf einen goldenen Schnitt zentrierte fraktale Raumzeit modelliert. El Naschies Theorien werden als wissenschaftlich wertlos betrachtet, Mathematiker sind der Ansicht, dass El Naschies Theorien und Aussage keinen Sinn ergeben. Die E-Infinity Theorie ist zum Gegenstand zahlreicher Diskussionen im Internet geworden, Kritiker sind der Ansicht, dass die E-Infinity-Theorie durch eine große Zahl an Sockenpuppen beworben werde.

## Leben
El Naschie besuchte laut eigenen Angaben Ausbildungsstätten in Hamburg und Hannover. Sein Doktorat der Mathematik erhielt er von der University of London. Er gibt an, „Distinguished Fellow“ der Johann-Wolfgang-Goethe-Universität zu sein, was laut einem Bericht der Zeitschrift Nature von dieser dementiert wird. Er gibt ferner an, führender Berater des saudi-arabischen Ministeriums für Wissenschaft und Technologie zu sein, eine unabhängige Bestätigung existiert nicht.
El Naschie ist Autor zahlreicher Artikel in wissenschaftlichen Zeitschriften. Bislang veröffentlichte er über 300 Arbeiten, die sich hauptsächlich mit der E-Infinity-Theorie befassen, einzelne Arbeiten befassten sich mit der Quantenmechanik und nichtlinearer Dynamik.
Charakteristisch für El Naschies Arbeiten ist die Numerologie und das Anführen von ungefähren numerischen Ähnlichkeiten.
Das Binden eines Knotens an einem Seil verkürzt das Ende um die Länge zu beenden. Diese Reduktion kann zum Messen der so genannten Offene-Dicke-Energie von Knoten verwendet werden. Es gibt eine unglaubliche Korrelation zwischen dieser Energie und der Teilchenphysik.
Der Wert 78.541020 ist 8p2 = 78.956835 sehr ähnlich und könnte als die Dimension einer unscharfen außergewöhnlichen E6 Lie-Gruppe verstanden werden, während der gerundete Wert 78 wie bekannt 78 beträgt.
Seinen Thesen wird weitgehend keine Bedeutung zugemessen.
Auf MathSciNet, einer von der American Mathematical Society veröffentlichten Sammlung von Rezensionen mathematischer Arbeiten, bemerkte ein Rezensent über Anmerkungen über die Quantengravitation und die Cantorianische Raumzeit: „Diese Arbeit erweckt beim Rezensenten den Eindruck, dass sie keine Mathematik enthält“.

## Chaos, Solitons & Fractals
El Naschie übernahm die Führung von Chaos, Solitons & Fractals, nachdem die Zeitschrift aufgrund der sinkenden Zahl vorgelegter Beiträge von der Einstellung bedroht war. Obwohl die Zeitschrift von Elsevier verlegt wurde, fand keine nähere Kontrolle von El Naschies Blattführung statt.
El Naschie nutzte die Zeitschrift größtenteils zur Veröffentlichung seiner eigenen Artikel. Allein Band 38, Nr. 5 von Chaos, Solitons and Fractals enthielt fünf Artikel El Naschies, die keinem Peer-Review unterzogen wurden. Da sich El Naschie häufig selbst zitierte, hatte die Zeitschrift bald einen höheren Impact Factor als jede qualifizierte mathematische Zeitschrift. Seine redaktionellen Praktiken wurden unter anderem von Douglas Arnold, dem Präsidenten der Society for Industrial and Applied Mathematics, kritisiert.
Der Elsevier-Verlag „bündelt“ seine Zeitschriften und verkauft sie als Gesamtpaket zu einem günstigeren Preis an seine Abnehmer. Da die Kosten für die verlegten Fachzeitschriften mit z. B. 4.500 US-Dollar für ein ungebündeltes Jahresabo von Chaos, Solitons & Fractals hoch liegen, war dieses Vertriebssystem für die Abnehmer attraktiv. Die Nichtabnahme einzelner Zeitschriften war nicht möglich, weshalb Chaos, Solitons and Fractals ungeachtet seines unwissenschaftlichen Inhalts in den Bestand zahlreicher Universitätsbibliotheken kam.
Im Laufe des Jahres 2008 mehrte sich ausgehend von einem Artikel des Mathematikers John Baez die Kritik an El Naschies Arbeitsweise und dem Elsevier-Verlag, der trotz seiner hohen Verkaufspreise keine Qualitätskontrolle durchführte und durch seine Verkaufspraxis den Vertrieb von Chaos, Solitons and Fractals gefördert hatte. Die Redaktion der ebenfalls von Elsevier herausgegebenen Zeitschrift Topology trat aus Protest zurück.
Die Kritik wurde von der Zeitschrift Nature und mehreren nicht-wissenschaftsspezifischen Medien, darunter die New York Times Slashdot und Die Zeit, aufgegriffen. Als Reaktion auf die Kritik enthob Elsevier El Naschie von seinem Posten. Eine Klage El Naschies gegen Nature und den Autor Quirin Schiermeier wegen übler Nachrede wurde am 6. Juli 2012 abgewiesen.
Als Konsequenz aus den Vorgängen um El Naschie wurden Änderungen am Impact-Factor und dem Prinzip der Bewertung von Wissenschaftlern, Universitäten und Zeitschriften anhand der Zahl an Zitierungen gefordert. Zusätzlich zu seinem hohen Impact-Factor hatte El Naschie durch seine Selbstzitierungen die Universität Alexandria unter anderem durch den international vierten Platz bei Zitaten in die Top-200-Liste des weltweiten Universitätsrankings der Times Higher Education gehoben.